# Tarifgemeinschaft Lübeck
Die Tarifgemeinschaft Lübeck (Kurz TGL) war eine Verkehrsgemeinschaft innerhalb der Hansestadt Lübeck. In die TGL integriert waren die Deutsche Bahn AG (mit den im Stadtgebiet liegenden Streckenabschnitten Lübeck Hbf – Lübeck-Travemünde Strand, Lübeck Hbf – Lübeck-St. Jürgen und Lübeck Hbf – Lübeck Flughafen), die Stadtverkehr Lübeck GmbH (SL), die Lübeck-Travemünder Verkehrsgesellschaft mbH (LVG), der Omnibusverkehrsgesellschaft Dahmetal J. Rudolf & Sohn GmbH & Co. KG (Dahmetal) sowie die Autokraft.

## Geschichte
Die Tarifgemeinschaft Lübeck wurde am 15. März 1992 gegründet. Anfangs galt der Gemeinschaftstarif nur für den Stadtverkehr Lübeck und der Lübeck-Travemünder Verkehrsgesellschaft. Die Deutsche Bahn kam erst am 1. Juli 1993 mit der Strecke Lübeck Hbf – Lübeck-Travemünde Strand hinzu. Am 1. April 2003 wurde die Relation Lübeck Hbf – Lübeck-St. Jürgen in die Tarifgemeinschaft aufgenommen. Im Rahmen der Gründung des Schleswig-Holstein-Tarifs am 1. April 2005 wurde die Autokraft in die TGL hineingenommen. Die Dahmetal-Strecken nach Kronsforde sind mit Sonderstatus schon früher zum TGL-Tarif nutzbar gewesen. Hier hat die Stadt den Verkehrsbetrieb Dahmetal mit dem Linienverkehr nach Kronsforde zum TGL-Tarif beauftragt, da man sich so eine Linie des Stadtverkehrs dorthin ersparte. Mit der Eröffnung des Haltepunkts Lübeck-Flughafen wurde auch die Relation Lübeck Flughafen – Lübeck Hbf in die Tarifgemeinschaft aufgenommen. Zum 1. August 2011 wurde die Tarifgemeinschaft Lübeck aufgelöst. Das Bedienungsgebiet der TGL wurde in den Schleswig-Holstein-Tarif integriert.

## Linien

### Deutsche Bahn
- 104 Lübeck Hauptbahnhof – Kücknitz – Skandinavienkai – Travemünde Hafen – Travemünde Strand
- 145 Lübeck Hauptbahnhof – Lübeck Flughafen (– Ratzeburg – Büchen – Lüneburg)
- 175 Lübeck Hauptbahnhof – Lübeck-St. Jürgen (– Grevesmühlen – Bad Kleinen)

(kursive Schrift = Strecke nicht im TGL-Tarif)

### Stadtverkehr Lübeck
- 1  Groß Parin – / Bad Schwartau ZOB – Lübeck ZOB/Hbf – Hochschulstadtteil
- 2  Ravensbusch – Bauernweg – Schönböckener Straße – Lübeck ZOB/Hbf – Bornkamp / – Sudetenstr.
- 3  Sereetzer Weg – Lübeck ZOB/Hbf – Eichholz
- 4  Heiweg – Am Vierth
- 5  Oberbüssauer Weg – Lübeck ZOB/Hbf – Herrnburg Bf.
- 6  Hamburger Str. – Lübeck ZOB/Hbf – Blankenseer Dorfplatz
- 7  Bad Schwartau ZOB – Friedhofsallee – Lübeck ZOB/Hbf – Moorgarten / – Klein Wesenberg
- 9  Bad Schwartau ZOB – Stockelsdorf – Lübeck ZOB/Hbf – Universitätsklinikum / – Grillenweg
- 10  Am Rugenberg – Lübeck ZOB/Hbf – Wesloer Brücke
- 11  Oberbüssauer Weg – Lübeck ZOB/Hbf – Zarnewenzweg
- 12  Oberbüssauer Weg – Roggenhorst – Bauernweg – Dornbreite – ZOB/Hbf – Gustav-Radbruch-Pl. – Normannenweg / – An der Trave
- 15  Vorrader Straße – Lübeck ZOB/Hbf – Niels-Bohr-Ring 1
- 16  Herrenholz – Lübeck ZOB/Hbf – Tannenweg
- 17  Bad Schwartau ZOB – Stockelsdorf – Lübeck ZOB/Hbf. – Universitätsklinikum
- 18  Bollbrüch – Rensefeld – Bad Schwartau ZOB (Linientaxi)
- 21  Citti-Park – Lübeck ZOB/Hbf – Gleisdreieck

### Lübeck-Travemünder Verkehrsgesellschaft
- 30  Lübeck ZOB/Hbf – Gustav-Radbruch-Pl. – Kreuzwegbrücke – Bf. Kücknitz – Travemünde – Gneversdorf
- 31  Lohmühle – Lübeck ZOB/Hbf – Gustav-Radbruch-Pl. – Kücknitzer Scheide – Roter Hahn – Travemünde
- 32  Bornkamp – Sandstraße – Herrenwyk – Hirtenbergweg
- 33  Bad Schwartau – Sereetz – Herrenwyk – Roter Hahn – Pommernzentrum – Travemünde Strandbahnhof
- 34  Lübeck ZOB/Hbf – Gustav-Radbruch-Pl. – Kreuzwegbrücke – Herrenwyk – Roter Hahn
- 35  Teutendorf – Travemünde Strandbahnhof – Nordlandring – Kowitzberg – Nordmeerstr. – Gewerbegeb. Gneversdorf
- 38  Wellenschlag – Priwallfähre – Gewerbegebiet Gneversdorf
- 40  Lübeck ZOB/Hbf – Gustav-Radbruch-Pl. – Skandinavienkai – Travemünde Strandbahnhof
- 5815 Travemünde Strandbahnhof – Steenkamp – Brodten (– Niendorf – Timmendorfer Strand – Haffkrug – Neustadt)

### Dahmetal
- 902 Lübeck ZOB/Hbf – Kronsforde Kirche (– U-Bf. Großhansdorf)
- 906 Lübeck ZOB/Hbf – Kannenbruch (– Bf. Ahrensburg)

### Autokraft
- 4320 Lübeck – Bad Schwartau, Jädestift (– Eutin / – Kiel)
- 5912 Lübeck – Stockelsdorf, Bäckergang (– Ahrensbök)
- 5951 Lübeck – Sereetz, Schulstr (– Timmendorfer Strand / – Pönitz)
- 7650 Lübeck – Stockelsdorf, Schulweg (– Bad Segeberg)
- 8130 Lübeck – Hohenstiege (– Reinfeld)
- 8151 Lübeck – Drögeneck I (– Heilshoop)
- 8710 Lübeck – Groß Grönau, Am Sonnenberg (– Ratzeburg – Mölln)

(kursive Schrift = Strecke außerhalb des TGL-Tarifs)